# 希农三级会议厅

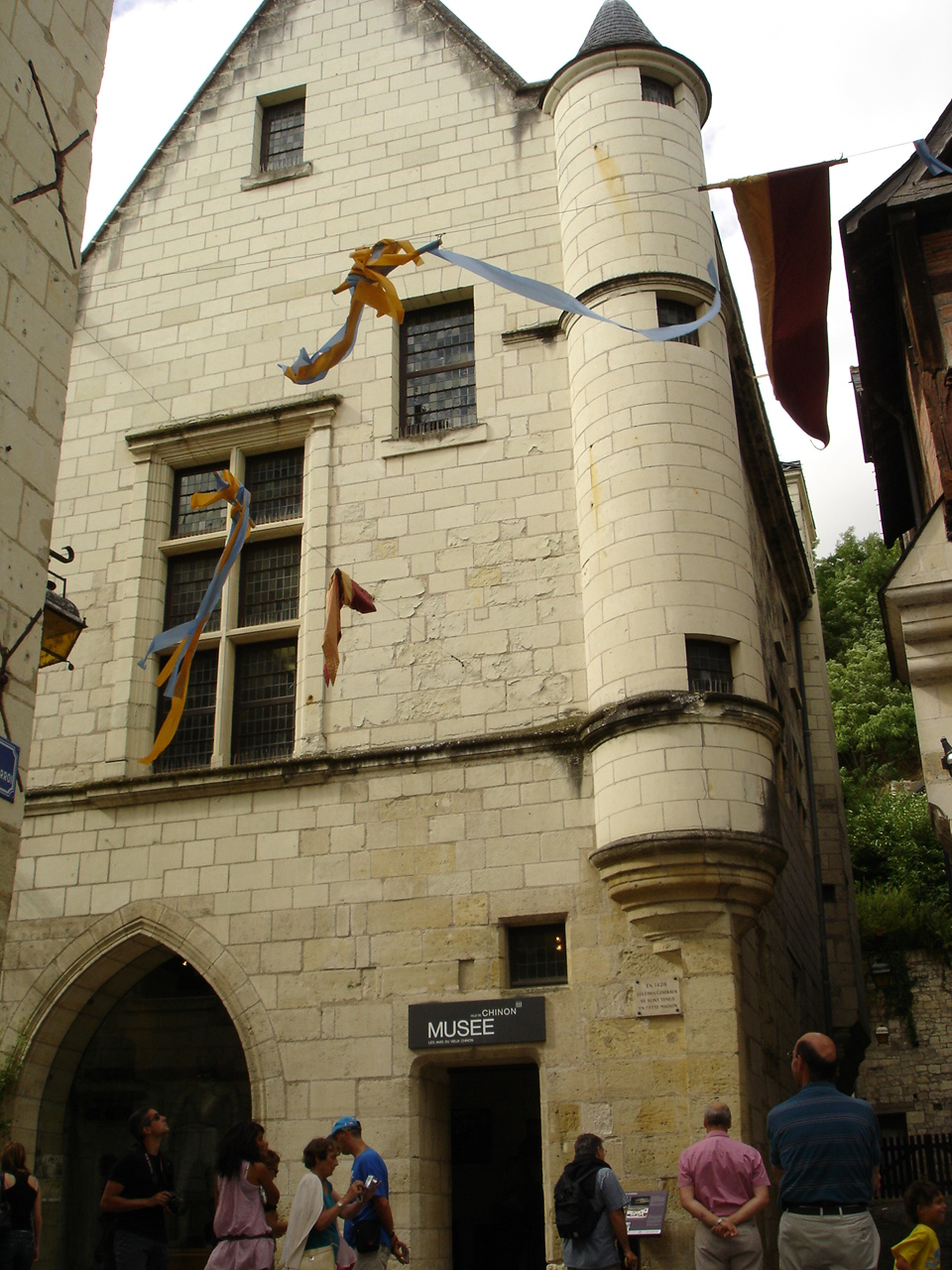

希农三级会议（maison des États généraux）是一座历史建筑，建于14-15世纪，位于法国中央-卢瓦尔河谷大区安德尔-卢瓦尔省希农。1926年11月12日列为法国历史遗迹。现在是希农历史学会博物馆（Musée des Amis du Vieux Chinon）的所在地。